# Франклін (Огайо)
Франклін (англ. Franklin) — місто (англ. city) в США, в окрузі Воррен штату Огайо. Населення — 11 690 осіб (2020).

## Географія
Франклін розташований за координатами 39°33′18″ пн. ш. 84°17′45″ зх. д. / 39.55500° пн. ш. 84.29583° зх. д. (39.554999, -84.295749).  За даними Бюро перепису населення США в 2010 році місто мало площу 24,20 км², з яких 23,76 км² — суходіл та 0,44 км² — водойми.

## Демографія
Згідно з переписом 2010 року, у місті мешкала 11 771 особа в 4667 домогосподарствах у складі 3162 родин. Густота населення становила 486 осіб/км².  Було 5026 помешкань (208/км²).
Расовий склад населення:
| - 96,2 % — білих - 0,9 % — чорних або афроамериканців - 0,5 % — азіатів - 0,2 % — корінних американців |

До двох чи більше рас належало 1,7 %. Частка іспаномовних становила 1,6 % від усіх жителів.
За віковим діапазоном населення розподілялося таким чином: 25,5 % — особи молодші 18 років, 62,0 % — особи у віці 18—64 років, 12,5 % — особи у віці 65 років та старші. Медіана віку мешканця становила 36,7 року. На 100 осіб жіночої статі у місті припадало 93,1 чоловіків;  на 100 жінок у віці від 18 років та старших — 91,3 чоловіків також старших 18 років.
Середній дохід на одне домашнє господарство  становив 55 768 доларів США (медіана — 47 530), а середній дохід на одну сім'ю — 61 664 долари (медіана — 51 003). Медіана доходів становила 45 639 доларів для чоловіків та 33 469 доларів для жінок. За межею бідності перебувало 16,8 % осіб, у тому числі 26,1 % дітей у віці до 18 років та 10,6 % осіб у віці 65 років та старших.
Цивільне працевлаштоване населення становило 5430 осіб. Основні галузі зайнятості: виробництво — 25,1 %, освіта, охорона здоров'я та соціальна допомога — 18,3 %, роздрібна торгівля — 12,7 %, науковці, спеціалісти, менеджери — 7,8 %.